# غافين ألين
غافين ألين (بالإنجليزية: Gavin Allen)‏ هو لاعب دوري الرغبي أسترالي، ولد في 30 مارس 1965 في كيرنز في أستراليا.